# Przydół
Przydół (dodatkowa nazwa w j. kaszub. Przëdół) – osada leśna wsi Wiele w Polsce, położona w województwie pomorskim, w powiecie kościerskim, w gminie Karsin. Osada jest częścią składową sołectwa Wiele.
W latach 1975–1998 osada należała administracyjnie do województwa gdańskiego.